# Списак епизода серије Штребери
Штребери (енгл. The Big Bang Theory) америчка је хумористичка телевизијска серија твораца и извршних продуцената Чака Лорија и Била Прејдија за CBS.
Премијера серије била је 24. септембра 2007. и завршила се 16. маја 2019. године, са укупно 279 епизода током 12 сезона. Такође постоји ранији пилот, који се у великој мери разликује од серије, који никада није приказан на CBS-у.

## Преглед серије
| Сезона | Сезона | Епизоде | Епизоде | Оригинално емитовање | Оригинално емитовање | Гледаоци ранг | Амерички гледаоци (милиони) | 18–49 ранг | 18–49 рејтинг/шер |
| Сезона | Сезона | Епизоде | Епизоде | Премијера            | Финале               | Гледаоци ранг | Амерички гледаоци (милиони) | 18–49 ранг | 18–49 рејтинг/шер |
| ------ | ------ | ------- | ------- | -------------------- | -------------------- | ------------- | --------------------------- | ---------- | ----------------- |
|        | 1.     | 17      | 17      | 24. септембар 2007.  | 19. мај 2008.        | 68            | 8,31                        | 46         | 3,3/8             |
|        | 2.     | 23      | 23      | 22. септембар 2008.  | 11. мај 2009.        | 40            | 10,03                       | Н/Д        | Н/Д               |
|        | 3.     | 23      | 23      | 21. септембар 2009.  | 24. мај 2010.        | 12            | 14,22                       | 5          | 5,3/13            |
|        | 4.     | 24      | 24      | 23. септембар 2010.  | 19. мај 2011.        | 13            | 13,21                       | 7          | 4,4/13            |
|        | 5.     | 24      | 24      | 22. септембар 2011.  | 10. мај 2012.        | 8             | 15,82                       | 6          | 5,5/17            |
|        | 6.     | 24      | 24      | 27. септембар 2012.  | 16. мај 2013.        | 3             | 18,68                       | 2          | 6,2/19            |
|        | 7.     | 24      | 24      | 26. септембар 2013.  | 15. мај 2014.        | 2             | 19,96                       | 2          | 6,2/20            |
|        | 8.     | 24      | 24      | 22. септембар 2014.  | 7. мај 2015.         | 2             | 19,05                       | 4          | 5,6/17            |
|        | 9.     | 24      | 24      | 21. септембар 2015.  | 12. мај 2016.        | 2             | 20,36                       | 3          | 5,8/19            |
|        | 10.    | 24      | 24      | 19. септембар 2016.  | 11. мај 2017.        | 2             | 18,99                       | 3          | 4,9/19            |
|        | 11.    | 24      | 24      | 25. септембар 2017.  | 10. мај 2018.        | 1             | 18,63                       | 5          | 4,4               |
|        | 12.    | 24      | 24      | 24. септембар 2018.  | 16. мај 2019.        | 2             | 17,31                       | 6          | 3,6               |

## Епизоде

### 1. сезона (2007–08)
| Бр. еп. (укупно) | Бр. еп. (у сезони) | Наслов                              | Редитељ         | Сценариста                                                                         | Премијера           | Прод. код | Гледаност у САД. (милиони) |
| --- | ------------------ | ----------------------------------- | --------------- | ---------------------------------------------------------------------------------- | ------------------- | --------- | -------------------------- |
| 1 | 1                  | Пилот                               | Џејмс Бароуз    | Чак Лори и Бил Прејди                                                              | 24. септембар 2007. | 276023    | 9,52                       |
| У премијери серије, када Леонард и Шелдон упознају Пени, Ленонард је одмах заинтересован за њу. Али Шелдон мисли да његов пријатељ јури сан који се никада неће остварити.                                                          |                    |                                     |                 |                                                                                    |                     |           |                            |
| 2 | 2                  | Хипотеза                            | Марк Цендровски | Story by : Чак Лори и Бил Прејди Teleplay by : Роберт Коен и Дејв Геч              | 1. октобар 2007.    | 3T6601    | 8,58                       |
| Након што Леонард покуша да учини услугу Пени, Шелдон уништава његов план. Леонард се пријављује да преузме пакет, у нади да ће оставити добар утисак на Пени.                                                                      |                    |                                     |                 |                                                                                    |                     |           |                            |
| 3 | 3                  | Закључак                            | Марк Цендровски | Story by : Чак Лори Teleplay by : Бил Прејди и Стивен Моларо                       | 8. октобар 2007.    | 3T6602    | 8,36                       |
| Леонард је у депресији када сазна да се Пени виђа с неким. На наговор својих пријатеља и колега, Леонард скупља храброст да позове жену да изађу.                                                                                   |                    |                                     |                 |                                                                                    |                     |           |                            |
| 4 | 4                  | Ефекат велике рибе                  | Марк Цендровски | Story by : Чак Лори и Бил Прејди Teleplay by : Дејвид Лит и Ли Аронсон             | 15. октобар 2007.   | 3T6603    | 8,15                       |
| Након што добије отказ, Шелдон покушава да истражи ужасан свет даље од физике. Али првобитно одушевљење шопингом са Пени с временом прелази у прављење понча, што приморава Леонарда да позове Шелдонову мајку Мери.                |                    |                                     |                 |                                                                                    |                     |           |                            |
| 5 | 5                  | Хамбургеров постулат                | Ендру Вејман    | Story by : Џенифер Гликман Teleplay by : Дејв Геч и Стивен Моларо                  | 22. октобар 2007.   | 3T6604    | 8,81                       |
| Након што осети да његов лов на Пени не води нигде, Леонард пристаје на неочекиван сексуални сусрет са научницом Лесли Винкл. Секс на једну ноћ уводи Леонарда и Шелдона у неистражене воде друштвених односа.                      |                    |                                     |                 |                                                                                    |                     |           |                            |
| 6 | 6                  | Парадигма Средње земље              | Марк Цендровски | Story by : Дејв Геч Teleplay by : Дејвид Лит и Роберт Коен                         | 29. октобар 2007.   | 3T6605    | 8,92                       |
| Друштвено неуклопљени момци су нервозни када их Пени позове на журку. Али су одушевљени када сазнају да је то забава под маскама и да могу да носе своје штреберске костиме.                                                        |                    |                                     |                 |                                                                                    |                     |           |                            |
| 7 | 7                  | Парадокс кнедлице                   | Марк Цендровски | Story by : Чак Лори и Бил Прејди Teleplay by : Ли Аронсон и Џенифер Гликман        | 5. новембар 2007.   | 3T6606    | 9,68                       |
| Након што Воловиц заведе Пенину другарицу и води љубав с њом у Пенином стану, Пени проводи ноћ на каучу код Леонарда и Шелдона. Без Воловица, момцима фали четврти играч, па моле Пени да игра са њима.                             |                    |                                     |                 |                                                                                    |                     |           |                            |
| 8 | 8                  | Експеримент са скакавцем            | Тед Вас         | Story by : Дејв Геч и Стивен Моларо Teleplay by : Ли Аронсон и Роберт Коен         | 12. новембар 2007.  | 3T6607    | 9,32                       |
| Кутрапали је у кризи након што му родитељи уговоре састанак наслепо, али сазнаје да може да разговара са припадницама супротног пола након што мало попије. Ситуација се компликује када она показује веће интересовање за Шелдона. |                    |                                     |                 |                                                                                    |                     |           |                            |
| 9 | 9                  | Поларизација Купер-Хофстатер        | Џоел Мари       | Story by : Бил Прејди и Стивен Енгел Teleplay by : Чак Лори, Ли Аронсон и Дејв Геч | 17. март 2008.      | 3T6608    | 9,11                       |
| Шелдон и Леонард добијају позив да изнесу своје закључке на конференцији физичара, али Шелдон одбија позив. Пени ускаче да их помири, али то само продубљује јаз између два пријатеља.                                              |                    |                                     |                 |                                                                                    |                     |           |                            |
| 10 | 10                 | Лубенфелдово слабљење               | Марк Цендровски | Story by : Чак Лори Teleplay by : Бил Прејди и Ли Аронсон                          | 24. март 2008.      | 3T6609    | 8,63                       |
| Након што чује Пени како пева, Леонард лаже како би избегао њен наступ. Шелдон користи још сложенију лаж, што доводи до појаве његовог непостојећег рођака.                                                                         |                    |                                     |                 |                                                                                    |                     |           |                            |
| 11 | 11                 | Аномалија теста за палачинке        | Марк Цендровски | Story by : Чак Лори и Ли Аронсон Teleplay by : Бил Прејди и Стивен Енгел           | 31. март 2008.      | 3T6610    | 8,68                       |
| Након што се Шелдон разболи, Леонард и момци знају шта их чека и избегавају га као кугу. Зато је на сиротој Пени да се брине за најгорег пацијента на свету.                                                                        |                    |                                     |                 |                                                                                    |                     |           |                            |
| 12 | 12                 | Јерусалимски дуалитет               | Марк Цендровски | Story by : Џенифер Гликман и Стивен Енгел Teleplay by : Дејв Геч и Стивен Моларо   | 14. април 2008.     | 3T6611    | 7,69                       |
| Након што Леонард и Шелдон упознају 15-огодишњег генијалца, Шелдон верује да је момак геније млађи и паметнији од њега. У покушају да врате смисао Шелдоновом животу, момци смишљају како да се реше младог генија.                 |                    |                                     |                 |                                                                                    |                     |           |                            |
| 13 | 13                 | Претпоставка о ћупу са слепим мишем | Марк Цендровски | Story by : Стивен Енгел и Џенифер Гликаман Teleplay by : Бил Прејди и Роберт Коен  | 21. април 2008.     | 3T6612    | 7,51                       |
| Момци одлуче да се пријаве на универзитетско такмичење из физике, али пошто Шелдон само жели да докаже своју супериорност, остали га избаце из тима и позову његову супарницу Лесли Винкл да попуни његово место.                   |                    |                                     |                 |                                                                                    |                     |           |                            |
| 14 | 14                 | Уништење нердване                   | Марк Цендровски | Story by : Бил Прејди Teleplay by : Стивен Енгел и Стивен Моларо                   | 28. април 2008.     | 3T6613    | 8,07                       |
| Леонард и момци купују реквизит времеплова из филма из 1960, то Пени прави проблем и каже момцима да је њихова опседнутост стриповима и играчкама „патетична”.                                                                      |                    |                                     |                 |                                                                                    |                     |           |                            |
| 15 | 15                 | Неодређеност свињске шницле         | Марк Цендровски | Story by : Чак Лори Teleplay by : Ли Аронсон и Бил Прејди                          | 5. мај 2008.        | 3T6614    | 7,38                       |
| Леонард, Воловиц и Кутрапали се заљубе у Шелдонову сестру близнакињу Миси и Леонард смисли како да елиминише ривале. План му се освети кад Шелдон објави да је одлучио са ким ће се његова сестра виђати.                           |                    |                                     |                 |                                                                                    |                     |           |                            |
| 16 | 16                 | Реакција на кикирики                | Марк Цендровски | Story by : Бил Прејди и Ли Аронсон Teleplay by : Дејв Геч и Стивен Моларо          | 12. мај 2008.       | 3T6615    | 7,79                       |
| Кад Пени сазна да Леонард не слави рођендан, покуша да му приреди забаву изненађења, али омете је Шелдон који неочекивано добије прилику да иживи једну од својих највећих фантазија у продавници електронске робе.                 |                    |                                     |                 |                                                                                    |                     |           |                            |
| 17 | 17                 | Фактор мандарине                    | Марк Цендровски | Story by : Чак Лори и Бил Прејди Teleplay by : Ли Аронсон и Стивен Моларо          | 19. мај 2008.       | 3T6616    | 7,34                       |
| Пени раскине са дечком, па се Леонард коначно охрабри да је позове на прави састанак. Кад она пристане, обоје траже савет од Шелдона који невољно пристаје на то.                                                                   |                    |                                     |                 |                                                                                    |                     |           |                            |

### 2. сезона (2008–09)
Штребери (2. сезона)

### 3. сезона (2009–10)
Штребери (3. сезона)

### 4. сезона (2010–11)
Штребери (4. сезона)

### 5. сезона (2011–12)
Штребери (5. сезона)

### 6. сезона (2012–13)
Штребери (6. сезона)

### 7. сезона (2013–14)
Штребери (7. сезона)

### 8. сезона (2014–15)
Штребери (8. сезона)

### 9. сезона (2015–16)
Штребери (9. сезона)

### 10. сезона (2016–17)
Штребери (10. сезона)

### 11. сезона (2017–18)
Штребери (11. сезона)

### 12. сезона (2018–19)
Штребери (12. сезона)

### Специјал
| Наслов                                                                                       | Редитељ  | Сценариста                            | Премијера     | Прод. код | Гледаност у С.А.Д. (милиони) |
| -------------------------------------------------------------------------------------------- | -------- | ------------------------------------- | ------------- | --------- | ---------------------------- |
| Откривање мистерије: Велико збогом                                                           | Чак Лори | Чак Лори, Стивен Моларо и Стив Холанд | 16. мај 2019. |           | 11.61                        |
| Џони Галеки и Кејли Квоко воде ретроспективу серије са освртом на најнезаборавније тренутке. |          |                                       |               |           |                              |

## Рејтинзи
| Сезона | Сезона | Број епизоде | Број епизоде | Број епизоде | Број епизоде | Број епизоде | Број епизоде | Број епизоде | Број епизоде | Број епизоде | Број епизоде | Број епизоде | Број епизоде | Број епизоде | Број епизоде | Број епизоде | Број епизоде | Број епизоде | Број епизоде | Број епизоде | Број епизоде | Број епизоде | Број епизоде | Број епизоде | Број епизоде |
| Сезона | Сезона | 1            | 2            | 3            | 4            | 5            | 6            | 7            | 8            | 9            | 10           | 11           | 12           | 13           | 14           | 15           | 16           | 17           | 18           | 19           | 20           | 21           | 22           | 23           | 24           |
| ------ | ------ | ------------ | ------------ | ------------ | ------------ | ------------ | ------------ | ------------ | ------------ | ------------ | ------------ | ------------ | ------------ | ------------ | ------------ | ------------ | ------------ | ------------ | ------------ | ------------ | ------------ | ------------ | ------------ | ------------ | ------------ |
|        | 1      | 9,52         | 8,58         | 8,36         | 8,15         | 8,81         | 8,92         | 9,68         | 9,32         | 9,11         | 8,63         | 8,68         | 7,69         | 7,51         | 8,07         | 7,38         | 7,79         | 7,34         | Н/Д          | Н/Д          | Н/Д          | Н/Д          | Н/Д          | Н/Д          | Н/Д          |
|        | 2      | 9,36         | 8,76         | 9,33         | 9,36         | 9,28         | 9,61         | 10,01        | 9,76         | 10,19        | 10,80        | 11,42        | 11,81        | 11,10        | 10,89        | 13,11        | 10,94        | 9,46         | 9,76         | 9,77         | 10,13        | 9,31         | 9,25         | 9,81         | Н/Д          |
|        | 3      | 12,96        | 13,27        | 12,52        | 13,07        | 13,47        | 12,73        | 12,79        | 13,23        | 14,13        | 14,38        | 15,58        | 15,82        | 14,99        | 15,51        | 16,26        | 15,73        | 16,32        | 13,42        | 13,39        | 11,63        | 13,73        | 15,02        | 14,78        | Н/Д          |
|        | 4      | 14,04        | 13,05        | 12,59        | 12,57        | 13,05        | 13,04        | 14,00        | 13,11        | 13,02        | 12,03        | 13,24        | 13,98        | 13,63        | 13,83        | 12,79        | 12,41        | 12,35        | 12,06        | 11,92        | 11,40        | 10,71        | 10,50        | 10,78        | 11,30        |
|        | 5      | 14,30        | 14,94        | 14,74        | 13,92        | 13,58        | 14,93        | 14,54        | 15,98        | 15,89        | 15,05        | 14,02        | 16,13        | 15,83        | 16,13        | 16,54        | 16,21        | 15,65        | 16,20        | 15,04        | 13,96        | 13,29        | 12,65        | 13,91        | 13,72        |
|        | 6      | 15,66        | 15,18        | 14,23        | 15,73        | 15,82        | 15,90        | 16,68        | 17,63        | 17,25        | 16,94        | 16,77        | 19,25        | 20,00        | 17,76        | 18,98        | 17,89        | 17,62        | 17,63        | 15,90        | 17,24        | 15,05        | 16,29        | 16,30        | 15,48        |
|        | 7      | 18,99        | 20,44        | 18,22        | 17,64        | 17,80        | 16,98        | 16,89        | 18,30        | 18,94        | 15,63        | 17,68        | 19,20        | 20,35        | 19,05        | 17,53        | 17,73        | 18,09        | 17,34        | 17,73        | 16,49        | 16,44        | 16,07        | 14,42        | 16,73        |
|        | 8      | 18,08        | 18,30        | 18,44        | 17,94        | 17,63        | 18,02        | 18,25        | 18,56        | 16,90        | 16,61        | 18,49        | 18,11        | 17,25        | 17,09        | 17,49        | 16,67        | 18,17        | 18,13        | 16,89        | 16,78        | 16,02        | 16,63        | 15,85        | 17,64        |
|        | 9      | 18,20        | 17,23        | 17,40        | 16,96        | 17,68        | 18,32        | 18,81        | 17,92        | 18,19        | 19,27        | 18,23        | 17,85        | 16,75        | 17,29        | 18,25        | 19,06        | 18,94        | 18,68        | 17,24        | 17,50        | 17,16        | 16,30        | 15,22        | 16,73        |
|        | 10     | 18,82        | 17,24        | 17,32        | 16,41        | 18,20        | 17,31        | 18,18        | 17,47        | 16,34        | 16,54        | 16,96        | 17,02        | 17,15        | 16,66        | 16,15        | 15,51        | 16,38        | 17,08        | 15,78        | 15,59        | 16,09        | 14,52        | 15,39        | 15,99        |
|        | 11     | 17,65        | 14,06        | 13,13        | 13,07        | 13,20        | 14,14        | 13,80        | 13,44        | 13,84        | 14,41        | 13,74        | 16,16        | 15,93        | 14,92        | 14,69        | 13,75        | 13,88        | 13,26        | 13,00        | 12,77        | 12,91        | 11,79        | 12,93        | 15,51        |
|        | 12     | 12,92        | 12,04        | 12,29        | 12,94        | 12,22        | 12,99        | 12,64        | 12,85        | 12,56        | 12,52        | 12,80        | 13,53        | 13,32        | 13,66        | 13,97        | 13,48        | 12,99        | 12,22        | 11,44        | 11,84        | 12,48        | 12,59        | 18,52        | 18,52        |